# Pestișu Mic
Pestișu Mic è un comune della Romania di 1 205 abitanti, ubicato nel distretto di Hunedoara, nella regione storica della Transilvania.
Il comune è formato dall'unione di 9 villaggi: Almașu Mic, Ciulpăz, Cutin, Dumbrava, Josani, Mănerău, Nandru, Pestișu Mic, Valea Nandrului.